# Cophella phylax
Cophella phylax är en insektsart som beskrevs av Otte, D. och Perez-gelabert 2009. Cophella phylax ingår i släktet Cophella och familjen syrsor. Inga underarter finns listade i Catalogue of Life.